# Cesare Augusto Fasanelli
Cesare Augusto Fasanelli (ur. 19 maja 1907 w Rzymie  – zm. 4 kwietnia 1992) – piłkarz włoski grający na pozycji napastnika.

## Życiorys
Fasanelli pochodził z Rzymu. Piłkarską karierę rozpoczął w tamtejszym klubie Alba Audace Rzym i w 1925 roku zadebiutował w jego barwach w rozgrywkach Divisione 1. W pierwszym sezonie rozegrał zaledwie jedno spotkanie, a Alba została wicemistrzem Włoch ulegając w finale Juventusowi Turyn 1:7 i 0:5. W 1927 roku Fasanelli przeszedł do nowo powstałego klubu AS Roma. Początkowo był rezerwowym, ale w sezonie 1928/1929 był drugim najlepszym strzelcem zespołu po Rodolfo Volku (14 goli). 9 listopada 1929 zadebiutował w barwach „giallorossich” w rozgrywkach Serie A w zremisowanym 2:2 domowym spotkaniu z SSC Napoli. W Romie występował przez kolejne cztery sezony, a największym sukcesem było wywalczenie w 1928 roku Coppa CONI. W 1933 roku przeszedł do Pisy i wywalczył z nią wans do Serie B. W drugiej lidze grał przez rok i w 1935 roku zasilił szeregi Fiorentiny. Pobyt we Florencji trwał tylko sezon (3. miejsce w Serie A) i na kolejne dwa lata Fasanelli zakotwiczył w Genoi. W 1938 roku przeszedł do grającej w Serie C AC Parma i do końca kariery grał w klubach z tej ligi. Były to jeszcze M.A.T.E.R. Rzym i Ala Littoria. Karierę piłkarską zakończył w 1942 roku.
| Sezon   | Klub             | Kraj   | Rozgrywki           | Mecze | Bramki |
| ------- | ---------------- | ------ | ------------------- | ----- | ------ |
| 1925/26 | Alba Audace Rzym | Włochy | Divisione 1 - Sud   | 1     | 0      |
| 1926/27 | Alba Audace Rzym | Włochy | Divisione Nazionale | 6     | 0      |
| 1927/28 | AS Roma          | Włochy | Divisione Nazionale | 18    | 3      |
| 1928/29 | AS Roma          | Włochy | Divisione Nazionale | 27    | 14     |
| 1929/30 | AS Roma          | Włochy | Serie A             | 26    | 9      |
| 1930/31 | AS Roma          | Włochy | Serie A             | 34    | 16     |
| 1931/32 | AS Roma          | Włochy | Serie A             | 32    | 5      |
| 1932/33 | AS Roma          | Włochy | Serie A             | 29    | 9      |
| 1933/34 | Pisa Calcio      | Włochy | Serie C             | 34    | 3      |
| 1934/35 | Pisa Calcio      | Włochy | Serie B             | 15    | 0      |
| 1935/36 | AC Fiorentina    | Włochy | Serie A             | 5     | 0      |
| 1936/37 | Genoa CFC        | Włochy | Serie A             | 21    | 9      |
| 1937/38 | Genoa CFC        | Włochy | Serie A             | 11    | 1      |
| 1938/39 | AC Parma         | Włochy | Serie C             | ?     | ?      |
| 1939/40 | M.A.T.E.R. Rzym  | Włochy | Serie C             | ?     | ?      |
| 1940/41 | M.A.T.E.R. Rzym  | Włochy | Serie C             | ?     | ?      |
| 1941/42 | Ala Littoria     | Włochy | Serie C             | ?     | ?      |